# Tour of Beijing 2011
Il Tour of Beijing 2011, prima edizione della corsa, valevole come venticinquesima prova del UCI World Tour 2011, si svolse in cinque tappe dal 5 al 9 ottobre 2011 per un percorso totale di 613,8 km. Fu vinto dal tedesco Tony Martin dell'HTC-Highroad, che concluse in 13h39'11".

## Tappe
| Tappa  | Data      | Percorso                                                       | km    | Vincitore di tappa | Leader cl. generale |
| ------ | --------- | -------------------------------------------------------------- | ----- | ------------------ | ------------------- |
| 1ª     | 5 ottobre | Stadio nazionale di Pechino > Water Cube (cron. individuale)   | 11,3  | Tony Martin        | Tony Martin         |
| 2ª     | 6 ottobre | Stadio nazionale di Pechino > Mentougou                        | 137   | Heinrich Haussler  | Tony Martin         |
| 3ª     | 7 ottobre | Mentougou > Yanqing                                            | 158   | Nicolas Roche      | Tony Martin         |
| 4ª     | 8 ottobre | YanQing Gui Chuan Square > Shunyi Olympic Rowing-Canoeing Park | 189,5 | Elia Viviani       | Tony Martin         |
| 5ª     | 9 ottobre | Piazza Tienanmen > Stadio nazionale di Pechino                 | 118   | Denis Galimzjanov  | Tony Martin         |
| Totale | Totale    | Totale                                                         | 613,8 |                    |                     |

## Squadre e corridori partecipanti
| N.    | Cod. | Squadra               |
| ----- | ---- | --------------------- |
| 1-8   | EUS  | Euskaltel-Euskadi     |
| 11-18 | THR  | HTC-Highroad          |
| 21-28 | OLO  | Omega Pharma-Lotto    |
| 31-38 | LEO  | Team Leopard-Trek     |
| 41-48 | SKY  | Sky Procycling        |
| 51-58 | BMC  | BMC Racing Team       |
| 61-68 | LAM  | Lampre-ISD            |
| 71-78 | LIQ  | Liquigas-Cannondale   |
| 81-88 | SBS  | Saxo Bank-Sungard     |
| 91-98 | RAB  | Rabobank Cycling Team |

| N.      | Cod. | Squadra                |
| ------- | ---- | ---------------------- |
| 101-108 | GRM  | Team Garmin-Cervélo    |
| 111-118 | RSH  | Team RadioShack        |
| 121-128 | KAT  | Katusha Team           |
| 131-138 | MOV  | Movistar Team          |
| 141-148 | AST  | Pro Team Astana        |
| 151-158 | QST  | Quickstep Cycling Team |
| 161-168 | VCD  | Vacansoleil-DCM        |
| 171-178 | ALM  | AG2R La Mondiale       |
| 181-188 | CHN  | Nazionale della Cina   |

## Dettagli delle tappe

### 1ª tappa
- 5 ottobre: Stadio nazionale di Pechino > Water Cube – Cronometro individuale – 11,3 km

Risultati
| Pos. | Corridore    | Squadra        | Tempo  |
| ---- | ------------ | -------------- | ------ |
| 1    | Tony Martin  | HTC-Highroad   | 13'33" |
| 2    | David Millar | Garmin         | a 17"  |
| 3    | Alex Dowsett | Sky Procycling | a 24"  |

| Pos. | Corridore    | Squadra        | Tempo  |
| ---- | ------------ | -------------- | ------ |
| 1    | Tony Martin  | HTC-Highroad   | 13'33" |
| 2    | David Millar | Garmin         | a 17"  |
| 3    | Alex Dowsett | Sky Procycling | a 24"  |

### 2ª tappa
- 6 ottobre: Stadio nazionale di Pechino > Mentougou – 137 km

Risultati
| Pos. | Corridore         | Squadra  | Tempo    |
| ---- | ----------------- | -------- | -------- |
| 1    | Heinrich Haussler | Garmin   | 3h03'30" |
| 2    | Denis Galimzjanov | Katusha  | s.t.     |
| 3    | Theo Bos          | Rabobank | s.t.     |

| Pos. | Corridore    | Squadra        | Tempo    |
| ---- | ------------ | -------------- | -------- |
| 1    | Tony Martin  | HTC-Highroad   | 3h17'03" |
| 2    | David Millar | Garmin         | a 17"    |
| 3    | Alex Dowsett | Sky Procycling | a 24"    |

### 3ª tappa
- 7 ottobre: Mentougou > Yanqing – 158 km

Risultati
| Pos. | Corridore      | Squadra        | Tempo    |
| ---- | -------------- | -------------- | -------- |
| 1    | Nicolas Roche  | AG2R La Mon.   | 3h53'15" |
| 2    | Philip Deignan | RadioShack     | s.t.     |
| 3    | Chris Froome   | Sky Procycling | a 1"     |

| Pos. | Corridore    | Squadra        | Tempo    |
| ---- | ------------ | -------------- | -------- |
| 1    | Tony Martin  | HTC-Highroad   | 7h10'19" |
| 2    | David Millar | Garmin         | a 17"    |
| 3    | Chris Froome | Sky Procycling | a 26"    |

### 4ª tappa
- 8 ottobre: YanQing Gui Chuan Square > Shunyi Olympic Rowing-Canoeing Park – 189,5 km

Risultati
| Pos. | Corridore       | Squadra   | Tempo    |
| ---- | --------------- | --------- | -------- |
| 1    | Elia Viviani    | Liquigas  | 4h09'08" |
| 2    | Peter Sagan     | Liquigas  | s.t.     |
| 3    | Juan José Haedo | Saxo Bank | s.t.     |

| Pos. | Corridore    | Squadra        | Tempo     |
| ---- | ------------ | -------------- | --------- |
| 1    | Tony Martin  | HTC-Highroad   | 11h19'23" |
| 2    | David Millar | Garmin         | a 17"     |
| 3    | Chris Froome | Sky Procycling | a 26"     |

### 5ª tappa
- 9 ottobre: Piazza Tienanmen > Stadio nazionale di Pechino – 118 km

Risultati
| Pos. | Corridore         | Squadra   | Tempo    |
| ---- | ----------------- | --------- | -------- |
| 1    | Denis Galimzjanov | Katusha   | 2h19'44" |
| 2    | Juan José Haedo   | Saxo Bank | s.t.     |
| 3    | Elia Viviani      | Liquigas  | s.t.     |

| Pos. | Corridore    | Squadra        | Tempo     |
| ---- | ------------ | -------------- | --------- |
| 1    | Tony Martin  | HTC-Highroad   | 13h39'11" |
| 2    | David Millar | Garmin         | a 17"     |
| 3    | Chris Froome | Sky Procycling | a 26"     |

## Evoluzione delle classifiche
| Tappa              | Vincitore          | Classifica generale | Classifica a punti | Classifica scalatori | Classifica giovani | Classifica squadre |
| ------------------ | ------------------ | ------------------- | ------------------ | -------------------- | ------------------ | ------------------ |
| 1ª                 | Tony Martin        | Tony Martin         | Tony Martin        | non assegnata        | Alex Dowsett       | Sky Procycling     |
| 2ª                 | Heinrich Haussler  | Tony Martin         | Tony Martin        | Thomas De Gendt      | Alex Dowsett       | Sky Procycling     |
| 3ª                 | Nicolas Roche      | Tony Martin         | Chris Froome       | Igor Antón           | Benjamin King      | Sky Procycling     |
| 4ª                 | Elia Viviani       | Tony Martin         | Denis Galimzjanov  | Igor Antón           | Benjamin King      | Sky Procycling     |
| 5ª                 | Denis Galimzjanov  | Tony Martin         | Denis Galimzjanov  | Igor Antón           | Benjamin King      | Sky Procycling     |
| Classifiche finali | Classifiche finali | Tony Martin         | Denis Galimzjanov  | Igor Antón           | Benjamin King      | Sky Procycling     |

## Classifiche della corsa

### Classifica generale - Maglia rossa
| Pos. | Corridore              | Squadra        | Tempo     |
| ---- | ---------------------- | -------------- | --------- |
| 1    | Tony Martin            | HTC-Highroad   | 13h39'11" |
| 2    | David Millar           | Garmin         | a 17"     |
| 3    | Chris Froome           | Sky Procycling | a 26"     |
| 4    | Steve Cummings         | Sky Procycling | a 35"     |
| 5    | Olivier Kaisen         | Omega Pharma   | a 39"     |
| 6    | Luis León Sánchez      | Rabobank       | a 41"     |
| 7    | Jean-Christophe Péraud | AG2R La Mon.   | a 43"     |
| 8    | Andrij Hrivko          | Astana         | s.t.      |
| 9    | Dario Cataldo          | Quickstep      | s.t.      |
| 10   | Niki Terpstra          | Quickstep      | a 46"     |

### Classifica a punti - Maglia verde
| Pos. | Corridore          | Squadra   | Punti |
| ---- | ------------------ | --------- | ----- |
| 1    | Denis Galimzjanov  | Katusha   | 41    |
| 2    | Elia Viviani       | Liquigas  | 39    |
| 3    | Heinrich Haussler  | Garmin    | 30    |
| 4    | Alexander Kristoff | BMC       | 28    |
| 5    | Juan José Haedo    | Saxo Bank | 27    |

### Classifica scalatori - Maglia a pois
| Pos. | Corridore       | Squadra      | Punti |
| ---- | --------------- | ------------ | ----- |
| 1    | Igor Antón      | Euskaltel    | 22    |
| 2    | Lloyd Mondory   | AG2R La Mon. | 18    |
| 3    | Thomas De Gendt | Vacansoleil  | 17    |
| 4    | Nicolas Roche   | AG2R La Mon. | 16    |
| 5    | Tiago Machado   | RadioShack   | 16    |

### Classifica giovani - Maglia bianca
| Pos. | Corridore         | Squadra      | Tempo     |
| ---- | ----------------- | ------------ | --------- |
| 1    | Benjamin King     | RadioShack   | 13h40'01" |
| 2    | Bart De Clercq    | Omega Pharma | a 2"      |
| 3    | Dennis van Winden | Rabobank     | a 6"      |
| 4    | Daniel Oss        | Liquigas     | a 8"      |
| 5    | Tanel Kangert     | Astana       | a 10"     |

### Classifica a squadre - Numero giallo
| Pos. | Squadra                | Tempo     |
| ---- | ---------------------- | --------- |
| 1    | Sky Procycling         | 40h58'58" |
| 2    | Omega Pharma-Lotto     | a 59"     |
| 3    | Rabobank Cycling Team  | a 1'08"   |
| 4    | Quickstep Cycling Team | a 1'10"   |
| 5    | Team RadioShack        | a 1'11"   |

## Punteggi UCI
| Pos. | Corridore              | Squadra        | Punti |
| ---- | ---------------------- | -------------- | ----- |
| 1    | Tony Martin            | HTC-Highroad   | 106   |
| 2    | David Millar           | Garmin         | 84    |
| 3    | Chris Froome           | Sky Procycling | 73    |
| 4    | Steve Cummings         | Sky Procycling | 61    |
| 5    | Olivier Kaisen         | Omega Pharma   | 50    |
| 6    | Luis León Sánchez      | Rabobank       | 40    |
| 7    | Jean-Christophe Péraud | AG2R La Mon.   | 30    |
| 8    | Andrij Hrivko          | Astana         | 20    |
| 9    | Denis Galimzyanov      | Katusha        | 11    |
| 10   | Dario Cataldo          | Quickstep      | 10    |
| 11   | Elia Viviani           | Liquigas       | 8     |
| 12   | Juan José Haedo        | Saxo Bank      | 6     |
| 13   | Heinrich Haussler      | Garmin         | 6     |
| 14   | Nicolas Roche          | AG2R La Mon.   | 6     |
| 15   | Philip Deignan         | RadioShack     | 4     |
| 16   | Peter Sagan            | Liquigas       | 4     |
| 17   | Niki Terpstra          | Quickstep      | 4     |
| 18   | Theo Bos               | Rabobank       | 2     |
| 19   | Alex Dowsett           | Sky Procycling | 2     |
| 20   | Davide Appollonio      | Sky Procycling | 1     |
| 21   | Francesco Chicchi      | Quickstep      | 1     |
| 22   | Francesco Gavazzi      | Lampre-ISD     | 1     |
| 23   | Alexander Kristoff     | BMC            | 1     |
| 24   | Nick Nuyens            | Saxo Bank      | 1     |
| 25   | Aleksandr Porsev       | Katusha        | 1     |
| 26   | Matteo Trentin         | Quickstep      | 1     |

| Pos. | Squadra                | Punti |
| ---- | ---------------------- | ----- |
| 1    | Sky Procycling         | 137   |
| 2    | HTC-Highroad           | 106   |
| 3    | Team Garmin-Cervélo    | 90    |
| 4    | Omega Pharma-Lotto     | 50    |
| 5    | Rabobank Cycling Team  | 42    |
| 6    | AG2R La Mondiale       | 36    |
| 7    | Pro Team Astana        | 20    |
| 8    | Quickstep Cycling Team | 16    |
| 9    | Katusha Team           | 12    |
| 10   | Liquigas-Cannondale    | 12    |
| 11   | Saxo Bank-Sungard      | 7     |
| 12   | Team RadioShack        | 4     |
| 13   | BMC Racing Team        | 1     |
| 14   | Lampre-ISD             | 1     |

| Pos. | Nazione     | Punti |
| ---- | ----------- | ----- |
| 1    | Regno Unito | 220   |
| 2    | Germania    | 106   |
| 3    | Belgio      | 51    |
| 4    | Spagna      | 40    |
| 5    | Francia     | 30    |
| 6    | Italia      | 21    |
| 7    | Ucraina     | 20    |
| 8    | Russia      | 12    |
| 9    | Irlanda     | 10    |
| 10   | Argentina   | 6     |
| 11   | Australia   | 6     |
| 12   | Paesi Bassi | 6     |
| 13   | Slovacchia  | 4     |
| 14   | Norvegia    | 1     |